# Sankt Longinus
Longinus er det navn, man i middelalderen gav til den romerske soldat, der ifølge Johannesevangeliet stak Jesus med en lanse i højre side, da han hang død på korset. Dermed tilføjede han Jesus det sidste af de fem hellige sår. Soldaten har ikke noget navn i evangeliet, han optræder først med navn i det apokryfe Nicodemusevangelium. Han er også blevet gjort identisk med den centurion, der skal have udtalt ”Sandelig, dette menneske var Guds søn.” I begyndelsen blev han ikke anset for en helgen, men som en fordømt mand, der skulle lide for at have forhånet Jesus. Senere fortalte man, at han var konverteret til kristendommen. Hans helgendag i den katolske kirke er den 15. marts.
Longinus' lanse blev anset for et vigtigt relikvie og er dukket op flere gange i historien. Den blev dyrket i Jerusalem i det 6. århundrede. Den blev fundet begravet under det første korstog. Den har også været at finde i Konstantinopel.
Lansen optræder også i gralsmyterne, hvor Fiskerkongen skal have passet på den.
Et eksemplar af lansespidsen (der til tider er omtalt som Sankt Mauritius' lanse), som skal have tilhørt kong Athelstan og Karl den Store, befinder sig nu i et museum i Wien. Denne spids, der er noget ombygget (den indeholder bl.a. et søm i bladet), skal have været genstand for en dyrkelse blandt nazisterne og især i SS, der skal have tildelt den magiske kræfter. Dette er omstridt blandt historikere. En udokumenteret historie fortæller, at lansespidsen i Wien er en kopi og at den rigtige er skjult et andet sted eller blev søgt evakueret fra Tyskland i maj 1945 med en undervandsbåd.
Et andet eksemplar befinder sig i Peterskirken i Rom.
Et tredje eksemplar befinder sig i Krakow.

## Eksterne kilder
- Sankt Longinus' relikviegemme
- Longinus' lanse